# فورد اج
فورد اج (Ford Edge) خودرویی است که از سال ۲۰۰۶ تاکنون در کانادا تولید شده‌است. طراحی آن موتور جلو، خودرو محور جلو و خودرو چهار چرخ محرک بوده‌است. سیستم جعبه‌دندهٔ آن ۶ دنده به صورت خودکار است.
تعداد زیادی فورد اج تولید سال ۲۰۱۳ وارد مناطق ازاد کشور شد و مجوز پلاک مناطق ازاد ارس؛ کیش ؛ اروند و سایر مناطق ازاد را کسب کرد.
فورد اج در ۳ مدل بیس؛ لیمیتید و اسپورت وارد ایران شد.
فورد اج بیس و لیمیتید از موتور ۶ سیلندر ۳۵۰۰ سی سی بهره میبرند ولی فورد اج اسپرت از موتور ۳۷۰۰ سی سی بهره میبرد که همان موتور ۳۷۰۰ سی سی فورد موستانگ است.